# 体育中心站 (广州BRT)
BRT体育中心站，是隶属广州快速公交运输系统的一个地面车站，也是系统西端的终点站，位於广东省广州市天河区天河路体育东路与体育西路之间。

## 途经路線
| 编号 | 编号   | 线路                   | 线路                  | 线路                     | BRT通道内停站         | BRT通道内停站         | BRT通道内停站         | 运营商                     | 备注                  |
| ---- | ------ | ---------------------- | --------------------- | ------------------------ | --------------------- | --------------------- | --------------------- | -------------------------- | --------------------- |
|      | B1     | 体育中心               | →                     | 鹿鸣山                   | 体育中心              | 26站 ⇄                | 夏园                  | 巴士三分 二巴二分 一汽二分 |                       |
| ←    | B1     | 体育中心               |                       | 鹿鸣山                   | 体育中心              | 26站 ⇄                | 夏园                  | 巴士三分 二巴二分 一汽二分 |                       |
|      | B1快线 | 已于2025年4月26日停办  | 已于2025年4月26日停办 | 已于2025年4月26日停办    | 已于2025年4月26日停办 | 已于2025年4月26日停办 | 已于2025年4月26日停办 | 已于2025年4月26日停办      | 已于2025年4月26日停办 |
|      | B2     | 广州火车站（草暖公园） | →                     | 东圃                     | 体育中心              | 11站 →                | 车陂                  | 珍宝巴士                   |                       |
| ←    | B2     | 广州火车站（草暖公园） | 12站 ←                | 东圃                     | 体育中心              | 中山大道东圃          |                       | 珍宝巴士                   |                       |
|      | B2A    | 广州火车站（草暖公园） | →                     | 汇彩路                   | 体育中心              | 13站 ⇄                | 黄村                  | 珍宝巴士                   |                       |
| ←    | B2A    | 广州火车站（草暖公园） |                       | 汇彩路                   | 体育中心              | 13站 ⇄                | 黄村                  | 珍宝巴士                   |                       |
|      | B3     | 罗冲围                 | →                     | 中山大道中（东圃大厦）   | 体育中心              | 13站 ⇄                | 黄村                  | 二巴二分                   |                       |
| ←    | B3     | 罗冲围                 |                       | 中山大道中（东圃大厦）   | 体育中心              | 13站 ⇄                | 黄村                  | 二巴二分                   |                       |
|      | B4     | 广仁路                 | →                     | 天河智慧城核心区（高唐） | 体育中心              | 12站 →                | 中山大道东圃          | 巴士三分                   |                       |
| ←    | B4     | 广仁路                 | 11站 ←                | 天河智慧城核心区（高唐） | 体育中心              | 车陂                  |                       | 巴士三分                   |                       |
|      | B4A    | 华景新城               | →                     | 科学城（揽月路）         | 上社                  | 2站 →                 | 广师大                | 巴士三分                   |                       |
| ←    | B4A    | 华景新城               | 广师大                | 科学城（揽月路）         | 1站 ←                 |                       | 广师大                | 巴士三分                   |                       |
|      | B4B    | 体育中心               | →                     | 沐陂村                   | 体育中心              | 12站 →                | 中山大道东圃          | 巴士三分                   |                       |
| ←    | B4B    | 体育中心               | 9站 ←                 | 沐陂村                   | 体育中心              | 车陂                  |                       | 巴士三分                   |                       |
|      | B4快线 | 已于2025年4月26日停办  | 已于2025年4月26日停办 | 已于2025年4月26日停办    | 已于2025年4月26日停办 | 已于2025年4月26日停办 | 已于2025年4月26日停办 | 已于2025年4月26日停办      | 已于2025年4月26日停办 |
|      | B5     | 宝岗大道               | →                     | 黄埔港                   | 体育中心              | 16站 →                | 茅岗                  | 一汽二分                   |                       |
| ←    | B5     | 宝岗大道               | 17站 ←                | 黄埔港                   | 体育中心              | 珠江村                |                       | 一汽二分                   |                       |
|      | B5快线 | 已于2025年4月26日停办  | 已于2025年4月26日停办 | 已于2025年4月26日停办    | 已于2025年4月26日停办 | 已于2025年4月26日停办 | 已于2025年4月26日停办 | 已于2025年4月26日停办      | 已于2025年4月26日停办 |
|      | B6     | 同和路（藍山花園）     | →                     | 匯彩路                   | 体育中心              | 13站 ⇄                | 黄村                  | 巴士三分                   |                       |
| ←    | B6     | 同和路（藍山花園）     |                       | 匯彩路                   | 体育中心              | 13站 ⇄                | 黄村                  | 巴士三分                   |                       |
|      | B9     | 珠江南景园             | →                     | 华景新城                 | 体育中心              | 4站 ⇄                 | 师大暨大              | 巴士三分                   |                       |
| ←    | B9     | 珠江南景园             |                       | 华景新城                 | 体育中心              | 4站 ⇄                 | 师大暨大              | 巴士三分                   |                       |
|      | B10    | 体育中心               | →                     | 地铁天河智慧城站         | 石牌桥                | 2站 →                 | 岗顶                  | 巴士三分                   |                       |
| ←    | B10    | 体育中心               | 体育中心              | 地铁天河智慧城站         | 3站 ←                 |                       | 岗顶                  | 巴士三分                   |                       |
|      | B12    | 天源路（华南植物园）   | →                     | 车陂                     | 体育中心              | 10站 ⇄                | 棠东                  | 白马巴士                   |                       |
| ←    | B12    | 天源路（华南植物园）   |                       | 车陂                     | 体育中心              | 10站 ⇄                | 棠东                  | 白马巴士                   |                       |
|      | B13    | 已于2025年4月26日停办  | 已于2025年4月26日停办 | 已于2025年4月26日停办    | 已于2025年4月26日停办 | 已于2025年4月26日停办 | 已于2025年4月26日停办 | 已于2025年4月26日停办      | 已于2025年4月26日停办 |
|      | B14    | 体育中心               | ←                     | 棠德花苑                 | 体育中心              | 2站 ←                 | 石牌桥                | 珍宝巴士                   | 仅限工作日发班        |
|      | B21    | 革新路                 | →                     | 棠德花苑                 | 体育中心              | 9站 ⇄                 | 棠东                  | 珍宝巴士                   |                       |
| ←    | B21    | 革新路                 |                       | 棠德花苑                 | 体育中心              | 9站 ⇄                 | 棠东                  | 珍宝巴士                   |                       |
|      | B25    | 体育中心               | →                     | 大学城（中部枢纽）       | 石牌桥                | 5站 →                 | 上社                  | 巴士三分                   |                       |
| ←    | B25    | 体育中心               | 体育中心              | 大学城（中部枢纽）       | 7站 ←                 | 广师大                |                       | 巴士三分                   |                       |
|      | B27    | 已于2025年4月26日停办  | 已于2025年4月26日停办 | 已于2025年4月26日停办    | 已于2025年4月26日停办 | 已于2025年4月26日停办 | 已于2025年4月26日停办 | 已于2025年4月26日停办      | 已于2025年4月26日停办 |

## 意外事件
2014年7月1日，一辆公交车在广州BRT体育中心站内突然逆行，撞上对面一辆进站公交车，造成人员受伤。据目击者称，当时正下大雨，这辆公交车突然逆行，挂掉了同方向一辆公交车的后视镜，撞到对面进站的一辆公交车上。当时该车上约有十余名乘客，有部分人员受伤，附近多辆救护车赶到现场急救。现场消息称，肇事车辆车头严重变形，大部分挡风玻璃被破坏。在车站内中间护栏部分已被撞烂，车站的部分挡风玻璃损毁。车站自东向西方向已单向封锁，乘客只出不进。目前，事故原因警方正在调查中。